# Harlan Hagen
Harlan Francis Hagen (ur. 8 października 1914 w Lawton, zm. 25 listopada 1990 w Hanford) – amerykański polityk, członek Partii Demokratycznej.

## Działalność polityczna
W okresie od 3 stycznia 1953 do 3 stycznia 1963 przez pięć kadencji był przedstawicielem 14. okręgu, a następnie od 3 stycznia 1963 do 3 stycznia 1967 przez dwie kadencje przedstawicielem 18. okręgu wyborczego w stanie Kalifornia w Izbie Reprezentantów Stanów Zjednoczonych.